# نشنال سمی‌کنداکتر
نشنال سمی‌کنداکتر (به انگلیسی: National Semiconductor) کارخانه آمریکایی تولیدکننده نیمه‌رسانا است که بیشتر محصولات را در زمینه آنالوگ به تولید می‌رساند و مرکز آن در سانتا کلارا، کالیفرنیا قرار دارد.
این شرکت در تاریخ ۲۳ سپتامبر ۲۰۱۱ رسماً زیرمجموعه شرکت تگزاس اینسترومنتز (Texas Instruments) گردید.

## پیوند رسمی
- وبگاه رسمی